# Künstliches Leben
Künstliches Leben (KL, oder auch englisch AL = artificial life) ist in der schwachen oder moderaten Ausprägung die Erforschung natürlicher Lebenssysteme, ihrer Prozesse und der Evolution durch computergestützte Simulation und in der radikalen oder starken Ausprägung die Erschaffung von künstlichem Leben durch synthetische Biologie. Die Disziplin AL wurde 1986 vom amerikanischen Biologen Christopher Langton benannt. Es gibt drei Ansätze, soft, von Software; hard, von Hardware; und nass, von der Biochemie.

## Artificial-life-Forschungsprogramm

### Teildisziplinen
Die Forschung ist interdisziplinär und betrifft Biochemie, Philosophie, Physik, Computerwissenschaften, Mathematik, Ingenieurwissenschaften und andere. Drei Forschungsansätze greifen ineinander:
Wet artificial life synthetisiert lebende Subsysteme niederer (Gene, Proteine) und höherer Ordnung (Gewebe, Organe, Organismen) biochemisch und entstand aus der synthetischen Biologie, der Gentechnik und Systembiologie.
Soft artificial life bildet Leben in Software-Simulationen ab und Hard artificial life als Roboter. Für hard und soft artificial life funktionieren natürliche Organismen wie Softwaresysteme und werden von IT-Ingenieuren programmiert.
Eine präzise Definition, was Leben aus Sicht von AL ist – natürlich (strong AL, Autopoiesis) oder künstlich (weak AL, Modellierung) – wird nicht als Bedingung gesehen. Damit beschäftigen sich die Systembiologie und in der Philosophie die Phänomenologie ausgelagert. Auf natürlichem Weg und in der Simulation gewonnene Forschungsergebnisse werden in der AL als gleichwertig angesehen.

### Geschichte
Von Norbert Wiener (1948) stammt die Analyse selbstregulierender Prozesse. Seine Kybernetik hebt stärker auf Funktionen eines Systems ab als auf seine Bestandteile. Der Mathematiker Alan Turing schrieb 1953 eine Pionierarbeit darüber, wie aus zellularer Inhomogenität eines Mediums morphogenetische Musterbildung entstehen kann (Turing-Mechanismus). Die Arbeit Turings wurde von Alfred Gierer und Hans Meinhardt für die biologische Musterbildung sowohl theoretisch als auch mit zahlreichen konkreten Beispielen erweitert. Als Arbeit der AL-Forschungsdisziplin gilt, allerdings nicht so bezeichnet, das vom Mathematiker John von Neumann 1966 vorgestellte Modell des zellularen Automaten, eine Berechnungs- und Darstellungsmethode für Probleme biologischer Organisation, Selbstreproduktion und der Evolution von Komplexität. Die Automatentheorie wurde vielfältig weiterentwickelt und auch vereinfacht. Ein weiteres Beispiel ist Conways Spiel des Lebens (1970). In Stephen Wolframs Computertheorie zellularer Automaten (1984) wurden Automaten unterschiedlicher Komplexität in vier Klassen geordnet. Der amerikanische theoretische Biologe Christopher Langton legte 1986/87 den formalen Grundstein für die neue AL-Wissenschaftsdisziplin und gab ihr den Namen. Er definierte AL als vom Menschen gemachtes Leben im Vergleich zu natürlichem Leben. Später legte er Wert darauf, dass die Natur den Menschen beinhaltet und dieser sich einschließlich seiner Artefakte nicht außerhalb von ihr sieht. AL sollte sich daher vom Begriff der Biologie nicht entfernen, sondern anstreben, die Kluft zwischen beiden zu verringern.

### Ethische Fragen
Künstliches Leben bildet existierende Lebensformen (life-as-we know-it) nach und erzeugt mögliche Lebensformen (life-as-it-could-be). Mark A. Bedau formulierte drei Fragekreise zu Künstlichem Leben. Aus ihnen entstand eine Reihe von 14 untergeordneten Forschungsaufgaben bzw. offenen Problemen
1. Was ist der Ursprung des Lebens bzw. wie entsteht Leben aus Nicht-Leben?
2. Was sind die Potenziale und Limitierungen lebender Systeme?
3. Wie verhält sich Leben zu Intelligenz, Kultur, Gesellschaft und menschlichen Kunstgegenständen?

Es werden Limitierungen von Computersimulationen diskutiert. So generieren Interaktionen zwischen den Komponenten lebender Systeme neue Informationen (Emergenz), die die Vorhersagbarkeit beeinflussen. Als Herausforderung gilt die Anpassungsfähigkeit von Populationen künstlicher Intelligenz, die z. B. im Internet miteinander kommunizieren, voneinander lernen und sich an komplexer werdende Umweltveränderungen evolutionär anpassen. Dass künstliches Leben nicht mehr als künstlich, sondern gleichermaßen real gesehen werden kann wie natürliches Leben, bleibt vor dem Hintergrund der damit verbundenen Herausforderungen eine Vision.

### Beziehung zu künstlicher Intelligenz
AL überlappt sich mit Künstlicher Intelligenz, wird als Subdisziplin von ihr oder auch umgekehrt als eine ihr übergeordnete Disziplin gesehen. AL muss KI-Erkenntnisse integrieren, da Kognition eine Kerneigenschaft von natürlichem Leben ist, nicht nur des Menschen. Die unterschiedlichen Anforderungen an AL wie etwa dynamische Hierarchien, Evolution, Evolution von Komplexität, Selbstorganisation, Selbstreplikation, Kognition und weitere sind heute in den drei Teildisziplinen wet-, soft- und hard artificial life vielfach erst in Einzelaspekten oder wenigen Kombinationen unvollständig bzw. reduktionistisch realisiert, z. B. das Ziel der Selbstreproduktion mit Evolution und zunehmender evolutionärer Komplexität. Derartige Ziele bleiben daher visionär (vgl. auch Superintelligenz).

### Anforderungen
Typische Anforderungen aus einer größeren Liste von Themen von AL sind:

#### Autonomie und Selbstorganisation
Autonomie ist eine zentrale Eigenschaft von Leben. AL-Systeme benötigen daher eine gewisse Kontrolle über ihre eigene Herstellung. Das kann durch den Prozess der Selbstorganisation erreicht werden. Lebende Systeme besitzen Autopoiesis, ein begrenztes Netzwerk von Eigenschaften, die ihre Organisation aufrechterhält. Ein im strengen Sinn autonomes System erlaubt es dem Betrachter, von ihm als Individuum zu sprechen, das nach intrinsischen Zielen handelt und damit ein genuiner Agent ist. Autonomie ist eine Voraussetzung für Selbstorganisation. Selbstorganisation ist die Fähigkeit eines (künstlichen) Systems zur eigenständigen Form- bzw. Funktionsfindung. Dabei führen lokale Interaktionen im System zu systemglobalen Mustern oder Verhaltensweisen. Selbstorganisation soll in einem AL-System auf verschiedenen Hierarchieebenen stattfinden können, analog zur Biologie, wo sie etwa auf Genebene, Zellebene oder organismischer Ebene zu finden ist.

#### Selbstreproduktion und zunehmende Komplexität
Selbstreproduktion (oder auch Fortpflanzung) kann durch Duplizierung der Datenstrukturen in Abhängigkeit von definierbaren Bedingungen erfolgen. Zu unterscheiden im Sinne von Neumanns sind: die bloße Selbstkopie (self-replication) und die anpassungsfähige Selbstreproduktion (self-reproduction). Erst Maschinen mit letzterer Eigenschaft ermöglichen theoretisch das unbegrenzte Wachstum von Komplexität mittels eines Netzwerks vererbbarer Mutationen. Das ist für AL notwendig, da natürliche Evolution langfristig ebenfalls unbegrenzt zunehmende Komplexität kennt. Es muss demnach für AL eine Lösung für das scheinbar paradoxe Problem möglich sein, dass Maschinen komplexere Maschinen erzeugen, wenn auch in einem von Generation zu Generation sehr geringem Maß. Von Neumann nannte eine solche Maschine einen „general constructive automaton“. Dieser ist in der Lage, in einer theoretisch unendlich langen Kette von Reproduktionen aus einer simplen Maschine eine unendlich komplexe Maschine herzustellen.
Der Tod eines Individuums erfolgt durch Löschung der Datenstruktur in Abhängigkeit von definierbaren Bedingungen. Auch (sexuelle) Vermehrung mit Kombination der Eigenschaften der Datenstrukturen zweier Individuen ist möglich.

#### Anpassung
Anpassung wird für ein AL-System definiert als eine Änderung in einem Agenten oder System als Antwort auf einen Zustand der Umgebung. Die Änderung kann dem System helfen, sein Ziel zu erreichen. Ein System, das Reproduktion mit zunehmender Komplexität zulässt (s. o.) ist anpassungsfähig, Anpassung ist aber mehr: Sie kann auf einer langsamen Skala (mehrere Generationen) in Form von evolutionärer Anpassung erfolgen, auf einer mittleren Skala (eine Generation) als Entwicklung bzw. Morphogenesis (z. B. autoregulatorische Modelle der Extremitätenentwicklung) oder auf einer schnellen Skala (Abschnitt einer Generation) als Lernen. AL-Systeme müssen demnach u. a. lernfähig sein. Evolution kann realisiert werden durch Variation bei der Vermehrung und Selektion bei Vermehrung und Tod. Durch die Definition von Bedingungen für diese Ereignisse entsteht ein Selektionsdruck. Wissenschaftlich eingesetzte Programme mit der Evolutionsfähigkeit künstlichen Lebens sind z. B. das 1991 von Thomas S. Ray entwickelte Tierra, das weltweit erste digitale Medium mit spontaner Evolution oder dessen Derivat Avida der Michigan State University.

#### Hierarchie und Emergenz
Biologische Systeme sind hierarchisch aufgebaut. Sie bestehen aus niederen und höheren Hierarchie-Ebenen wie Genen, Genprodukten (Proteinen), Zellen, Zellverbänden (Geweben), Organen, Organismen, Gesellschaften. Technische Systeme sind ebenfalls hierarchisch organisiert, etwa aus Chips, Leiterplatten, Prozessoren, Computern und dem Internet. Als zentrale Anforderung an AL muss dieses erklären können, wie robuste, dynamische Mehrebenen-Hierarchien allein aus der Interaktion der Elemente der untersten Ebenen entstehen können. Conways Spiel des Lebens kann als ein Beispiel zwar mehrere Hierarchie-Ebenen erzeugen; diese sind aber im Gegensatz zu biologischen Systemen nicht robust. Die Änderung eines einzelnen oder weniger Parameter kann das System zum Kollabieren bringen. Dynamisch meint, dass die Anzahl der Hierarchien eines Systems nicht festgelegt ist, sondern im evolutionären Verlauf variieren kann.
Hierarchische Systeme können Emergenz zeigen. So ist z. B. ein H2O-Molekül nicht flüssig, viele jedoch bei bestimmtem Temperaturen schon. Ein wesentlicher Fortschritt im Verständnis robuster, dynamischer Hierarchien könnte erreicht werden, wenn – analog zur Biologie – ein Modell auf der untersten Ebene durch einfache Regeln Objekte generieren kann, aus deren Interaktionen auf der zweiten Ebene anders geartete, emergente Objekte ohne externen Eingriff (Input) entstehen. Objekte auf der dritten Ebene mit neuen emergenten Eigenschaften entstehen dann aus den Interaktionen der Objekte auf der zweiten Ebene usw. Solche Modelle existieren etwa von Steen Rasmussen oder als das genannte Spiel des Lebens. Sie sind jedoch nicht robust. Wenn derartige künstliche Systeme durch Anpassung evolvieren, bedeutet das, dass ihre Eigenschaften höherer Ebenen nicht designed sind, sondern ungeplant durch Selektion entstehen. Modelle dieser Art verfügen heute nur über limitierte, simple Evolution, und zwar sowohl hinsichtlich ihres evolutionären Potenzials als auch ihrer hierarchischen Ebenen. Innovationen und Systemübergänge wie sie die biologische Evolution kennt, sind technisch nicht realisiert.

#### Vernetzung und Kommunikation
Vernetzung mit Informationsaustausch zwischen den simulierten Lebewesen und ihrer simulierten Umwelt ist eine essenzielle Bedingung für AL-Systeme, um Emergenz zu zeigen. Ohne Vernetzungsinfrastruktur würde emergentes Verhalten eines Systems transient und schnell wieder verschwinden wie Fluktuationen. Netzwerke sind Voraussetzung, dass emergente Phänomene stabilisiert werden und ein System mit zunehmender Komplexität grundsätzlich auch Robustheit erlangen kann. Vernetzung und Kommunikation ermöglichen schließlich die Ausbildung von sozialen Strukturen in AL-Systemen.

#### Kognitive Fähigkeiten
Kognitive Fähigkeiten auf unteren Ebenen, etwa visuelle und auditive Wahrnehmung, können für simulierte Lebewesen mit Hilfe künstlicher neuronaler Netzwerke oder anderer Strukturen der Künstlichen Intelligenz (KI) verwendet werden. Maschinelles Lernen gehört ebenfalls hierzu. Einfache neuronale Netzwerke sind passiv. Sie reagieren auf sensorische Inputs und erzeugen daraus einen klar zuordenbaren Output. Zum Beispiel „sieht“ ein sich bewegendes System ein Hindernis und weicht ihm aus. Aktive Netzwerke, die für AL-Systeme insbesondere bei der Simulation höherer Ebenen von Kognition, benötigt werden, können mehr. So können „ökologische Netzwerke“ ihren eigenen Input generieren, mit verschiedenen Zeiten (Vergangenheit, Gegenwart und Zukunft) umgehen und Zukunft vorhersagen. Das kann anhand der inneren Zustände geschehen, die das Gedächtnis repräsentieren sowie durch eigene Bestimmung des nächstfolgenden Inputs aus seinem eigenen Output. Damit können solche Systeme aus Konsequenzen lernen, indem sie die inneren Zustände und ihre externe Umgebung selbst ändern. Das Netzwerk ist somit aktiv im Vergleich zu einem homogenen, klassischen, passiven neuronalen Netzwerk. Zum Beispiel lernt ein AL-System durch Versuch, dass ein Gegenstand zerbrechlich ist. Es merkt sich (speichert ab), dass der Gegenstand zerbrochen ist. Bei einem wiederholten Umgang mit einem solchen Gegenstand erkennt es seine Gleichheit oder Ähnlichkeit mit anderen Gegenständen und wird ihn als Konsequenz vorsichtig handhaben. Das System hat gelernt und die Umgebung ist danach nicht mehr die, die sie war, als der Gegenstand zerbrochen ist.
Sprache kann als die höchste Ebene von Kognition verstanden werden. Während die klassische KI die Evolution der Sprache als rein symbolische Handhabung losgelöst von der Umwelt als Laborexperiment analysiert, will AL die Evolution der Sprache in einem „ökologischen Netzwerk“ mit echten Lebensbedingungen auf Populationsebene analysieren und simulieren. Zu diesem Netzwerk sollen Gehirn, Körper und die externe Umgebung zählen.
Systeme mit den geschilderten Fähigkeiten herzustellen ist möglich. Jedoch ist der theoretische Anspruch, dass ein AL-System auf evolutionärem Weg gleichzeitig kognitive Fähigkeiten auf verschiedenen Ebenen, von einfacher Wahrnehmung, Motorik, Gedächtnis, Assoziation und Kategorisierung bis hin zu Sprache evolviert, also mit Anpassungen vererbt, extrem hoch. Zudem ist die grundsätzliche Beziehung zwischen Leben und Geist mit Emergenz aus dem biologischen Material (z. B. Bewusstsein, Schmerz oder andere Qualia) heute noch nicht verstanden. Das heißt, AL-Systeme können einzelne Qualia nach heutigem Wissen simulieren, aber nicht selbst besitzen. Der Turing-Test ist ein Maßstab für die Ausbildung der kognitiven Fähigkeiten inklusive Sprache eines AL-Systems.

### Methoden
AL bedient sich einer Reihe spezieller Methoden. Beispiele sind:
- Zelluläre Automaten. Bei diesem Simulationstyp entstehen durch die Interaktion der Zellen ohne zentrale Steuerung oder Design Strukturen, die Eigenschaften des (künstlichen) Lebens entsprechen.
- Software-Agenten. Sie sind simulierte Population autonomer Individuen (Programme), die miteinander und mit ihrer Umgebung interagieren.
- Evolutionäre Algorithmen, auch genetische Algorithmen. Sie sind erstmals von John H. Holland eingeführte (Computer-)Programmabläufe, basierend auf naturanalogen mathematischen Verfahren zum Lösen von Optimierungsproblemen (Optimierungstheorie). Bei diesem Verfahren werden einzelne Parameter der Lösung (z. B. Koordinaten) mutiert, rekombiniert und anschließend selektiert.
- Künstliche neuronale Netzwerke. Diese Netze künstlicher Neuronen werden verwendet in Anwendungen, bei denen kein oder nur geringes explizites (systematisches) Wissen über das zu lösende Problem vorliegt. Dies sind z. B. die Texterkennung, Bilderkennung und Gesichtserkennung.

## Ausgewählte praktische Anwendungsfelder
Anwendungen für AL gibt es heute unter anderem in der synthetischen Biologie, im Gesundheitssektor und der Medizin, in der Ökologie, bei autonomen Robotern, im Transport- und Verkehrssektor, in der Computergrafik, für virtuelle Gesellschaften und bei Computerspielen.

### Gesundheitssystem und Medizin
Das moderne Gesundheitswesen hoch entwickelter Gesellschaften hat sich zu einem komplexen System entwickelt, in dem komplex agierende, intelligente AL-Anwendungen erprobt werden. Der Gesundheitssektor oder Teile von ihm können in einer spezifischen virtuellen Welt simuliert werden. Man will hier das Systemverhalten verstehen und Antworten auf versuchsweise Systemänderungen erkennen. Mögliche finanzielle Aspekte wie etwa Kostenexplosionen im Gesundheitssektor sollen z. B. in schrittweise anpassungsfähigeren AL-Anwendungen erkannt werden. Grundsätzlich gilt hier wie auch in anderen AL-Anwendungsgebieten: Je komplexer die innere Arbeitsweise der Agenten und je komplexer die stimulierende System-Umgebung konzipiert wird, desto mehr Intelligenz ist erforderlich, um solchen Systemen schrittweise ein immer annähernderes, realistisches Verhalten zu ermöglichen.
In der Medizin werden z. B. verformbare Organismen auf Basis von AL verwendet. Verformbare Organismen sind autonome Agenten, deren Aufgabe die automatische Segmentierung, Kennzeichnung und quantitative Analyse anatomischer Strukturen in medizinischen Abbildungen ist. Analog zu natürlichen Organismen, die willkürliche Bewegungen vornehmen können, besitzen künstliche Organismen dieser Art verformbare Körper mit verteilten Sensoren sowie mit rudimentären Gehirnen mit Zentren für Bewegung, Wahrnehmung, Verhalten und Kognition.
Tissue Engineering und regenerative Medizin werden von der Einbindung von AL-Methoden verstärkt profitieren. Computerunterstützte, (neuronal verbundene) sensorische Prothesen werden in Einzelfällen ebenfalls zu AL gezählt; zumindest wird gesagt, dass AL zu besseren Prothesetechniken beitragen kann.

### Umweltwissenschaften und Ökologie
Ökologische AL-Studien können als Interaktionen zwischen künstlichen Individuen verschiedener Spezies und ihrer Umwelt beschrieben werden. In den Umweltwissenschaften und der Ökologie sind Studien zu nachhaltige Architekturen zu finden, die auf AL-Basis entwickelt wurden, aber neben anderen Disziplinen auch Nanotechnologie und Biotechnologie integrieren. Für Recycling-Aufgaben existieren ebenfalls AL-Anwendungen. Weitere Anwendungsfelder sind Ressourcen-Management und Bodennutzung. Auf einer globalen Ebene wurden die Lebensbedingungen der Biosphäre simuliert (Daisyworld).

### Autonome Robotik
Auch wenn der Bezug zu AL im Einzelfall nicht genannt ist, zählt die Robotik zu AL. Das gilt insbesondere, wenn Maschinen lernfähig bzw. anpassungsfähig sind. Roboter, die in Gruppen mit Fähigkeiten von Schwarmintelligenz agieren, sind ein stark wachsendes Feld, das kommerzialisiert wird. Hier wird auf das natürliche Verhalten in Insektenschwärmen zurückgegriffen. Ein Beispiel ist die Pflanzenbestäubung durch Robo-Bienen.

### Computerviren
Als eine sehr verbreitete Form künstlichen Lebens können Computerwürmer und Computerviren bezeichnet werden. Sowohl Reproduktion als auch Evolution (zwei Bedingungen für künstliches Leben) existieren in dieser Art von Computerprogrammen. Auch sind in Computerviren bereits primitive Wege zum Informationsaustausch entwickelt worden. Im aktuellen Rüstungswettlauf der Entwickler auf beiden Seiten gibt es heute jedoch „keine Evidenz für eine effektive, autonome Evolution 'frei-lebender' Malware“.

### Transport- und Verkehrswesen
Der moderne Transportsektor bietet vielfältige Optimierungsmöglichkeiten durch AL-Methoden. Das gilt für unterschiedliche Optimierungsaufgaben und außerhalb realer Verkehrswege auch für Kommunikationsnetzwerke, insbesondere für das Internet. Auch hier wird das Verhalten von Insektenstaaten verwendet.
Im Verkehrswesen werden im Rahmen virtueller Welten Massenphänomene wie Staus simuliert, aber auch das Verhalten von Fußgänger-Ansammlungen in Großstädten.

### Computerspiele
Kommerziell werden Formen des Künstlichen Lebens zunehmend in Computerspielen mit Lebenssimulation eingesetzt, z. B. im Computerspiel Creatures, bei dem primitive, lernfähige künstliche Lebewesen mit Stoffwechsel und Genom erzeugt wurden. Auch das zur Evolution fähige Tierra sowie Tamagotchi sind hier zu erwähnen. Eine der berühmtesten, sehr einfachen Simulationen ist das auf Zellularen Automaten basierende Game of Life von John Horton Conway.

## Geschichte
Die Idee künstlicher Lebewesen ist alt und ein Topos von Mythen und Legenden, Märchen und Sagen und Werken zwischen Kolportage- und Weltliteratur sowie der Filmkunst. In der überwiegenden Zeit menschlicher Kulturgeschichte galt es religionsübergreifend keineswegs als unbestritten, dass alles Leben auf der Erde von göttlichem Ursprung ist. Vielmehr wurde bis ins 19. Jahrhundert auch in der christlichen Religion zu allen Zeiten als selbstverständlich gesehen, dass einfache Lebewesen unter geeigneten Bedingungen spontan aus toter Materie entstehen können und auch hergestellt werden dürfen. Mit dieser Anschauung galt es als triviales Faktum, dass jeder Mensch mit Alltagswissen etwa aus verwesendem Fleisch, Gemüseabfällen, Kot, Schlamm oder Schmutz bei geeigneten Temperaturen nach wenigen Tagen Kleinlebewesen wie Schimmelpilze, Maden oder Würmer hervorbringen kann. Entsprechend existierten unzählige schriftliche Anleitungen, wie solches Leben vom Mensch erzeugt werden kann. Darin eingeschlossen waren sogar die Herstellung von Fröschen und Mücken aus Wasser und Erde oder etwa die Bildung „fleischfressender Tiere“ aus gerinnender Muttermilch (Offenbarung des Petrus). Dabei spielt keine Rolle, ob diese Ansichten heute wissenschaftlich als überholt gelten können, sondern allein, dass die Menschen zur jeweiligen Zeit zweifelsfrei davon überzeugt waren.

### Altertum und Mittelalter – Mythen und spontane Lebensentstehung
Die griechische Mythologie ist voll von künstlichen Kreaturen, die Menschen oder Übermenschen zur Seite gestanden haben. Neben den Schöpfungen der Götter spielen die Kreationen von Künstlern und Genies eine zentrale Rolle. Beispiele aus der Antike sind die Geschöpfe des Hephaistos, die animierten Automaten-Puppen des Daidalos und die lebendig werdende Statue des Pygmalion. In den Legenden und Sagen des Mittelalters tauchen zahlreiche lebendige und vielseitig talentierte künstliche Wesen auf. So gibt es zum Beispiel sprechende Köpfe, teilweise mit der Fähigkeit der Weissagung. Aristoteles erklärt in seinem Werk De generatione animalium (Über die Entstehung der Tiere) am Beispiel von Schalenamöben, wie diese aus rein stofflichen Prinzipien auf der Grundlage seiner Naturphilosophie erzeugt werden können. Im hinduistischen Epos Mahabharata wird beschrieben, wie aus einem zerteilten geborenen toten Fleischklumpen mit Hilfe von hundert Töpfen und geklärter Butter einhundert menschliche Klone innerhalb eines Monats entstanden. Der Golem, dessen Herkunft im Mittelalter im Dunkeln liegt, ist ein aus Lehm gebildetes stummes menschenähnliches Wesen, das oft gewaltige Größe und Kraft besitzt und Aufträge ausführen kann. Der arabische Ingenieur al-Dschazarī schuf im 12. Jahrhundert den ersten programmierbaren humanoiden Roboter und von Albertus Magnus wird geschrieben, er sei im Besitz eines bronzenen Kopfs („Brazen Head“) gewesen, der Fragen beantworten konnte, samt einem mechanischen Diener, der Besuchern die Tür öffnete und sie begrüßte. Konrad von Megenberg beschrieb im 14. Jahrhundert ausführlich, wie Bienen aus verwesendem Fleisch der Bäuche junger Waldrinder mit bedecktem Mist oder aus Ochsenhäuten, die man in der Erde vergraben muss, richtig herzustellen sind und was dabei zu vermeiden ist. Zu Leonardo da Vincis Erfindungen zählt ein Roboter, oder mechanischer Ritter, der stehen, sitzen und seine Arme unabhängig bewegen konnte.

### 17. und 18. Jahrhundert – Tiermaschinen und Menschenmaschinen
Mit René Descartes kam im 17. Jahrhundert eine streng mechanistisches Weltbild des Lebens auf, wonach der Mensch und Tiere als Uhrwerke gesehen wurden. Einen darauf aufbauenden programmatischen, mehrstufigen Ansatz zur Herstellung künstlichen Lebens verfolgte Francis Bacon in seiner 1623 entstandenen utopischen Schrift Nova Atlantis. Sein sehr bekannt gewordenes Konzept verfolgte in der letzten Stufe die Erzeugung von Schlangen, Würmern, Fliegen und Fischen, die sich schließlich weiterentwickeln sollten zu geschlechtlichen Vögeln und Vierfüßern. Bacons Programm stellte für Jahrhunderte den umfassendsten synthetischen Anspruch künstlicher Lebenserschaffung dar und war mit den Visionen der heutigen synthetischen Biologie vergleichbar.
Im 17. und vor allem im 18. Jahrhundert vermehren sich mit dem Durchbruch verschiedener technischer Neuerungen schlagartig die Maschinenmenschen und Menschmaschinen, deren Ahnen bereits in der Antike zu bewundern gewesen waren. In Renaissance und Barock wurden verschiedene Automaten entwickelt, die teils komplizierte Aktionen ausführen konnten. Der Genfer Jacques de Vaucanson präsentierte 1738 einen künstlichen Flötenspieler, und im selben Jahr stellte Jacques de Vaucanson die mechanische Ente vor, die watscheln, fressen und verdauen konnte. Ingenieur Wolfgang von Kempelen entwickelte schließlich einen schachspielenden Türken, der sich allerdings als Schwindel herausstellte. Ethische Einwände gegen die genannten Versuche gab es damals nicht.
Parallel mit der mechanischen Entwicklungen stellte Carl von Linné im 18. Jahrhundert seine umfassende Klassifikation der Lebewesen vor. Dabei legte er besonderen Wert auf die Fortpflanzung der jeweiligen Spezies, da auf diesem Weg die Artzugehörigkeit mitbestimmbar wurde. Die Folge war, dass die bis dahin verbreitete Ansicht spontaner Lebensentstehung allenfalls noch für Mikroorganismen angenommen werden konnte. Johann Wolfgang von Goethe spiegelt Ideen eines Humanoiden mit perfekten menschlichen Eigenschaften in der Figur des Homunculus in Faust II. In seiner Ballade Der Zauberlehrling – wahrscheinlich inspiriert durch die Figur des Golem – beschreibt Goethe die Gefahr und die möglichen Folgen, die durch ein außer Kontrolle geratenes künstliches Lebewesen entstehen können.

### 19. Jahrhundert – Evolutionstheorie und organisch-synthetische Chemie
Das 19. Jahrhundert erfuhr eine neue starke Aufmerksamkeitswelle auf das Thema künstliches Leben durch den Roman Frankenstein von Mary Shelley im Jahr 1818. Der Impakt des Romans hielt während gesamten Jahrhunderts an.
Bemühungen, die spontane Entstehung von Mikroorganismen zu beweisen (Félix Archimède Pouchet) bzw. zu widerlegen (Louis Pasteur) wurden bis ins 19. Jahrhundert verstärkt. Sie kamen jedoch aufgrund der beschränkten Leistungsfähigkeit des Mikroskops zu keinem wirklichen Ergebnis, da die Vermehrung von Mikroorganismen noch nicht sichtbar gemacht werden konnte. Erst die Evolutionstheorie Darwins stellte das Leben auf der Erde in einen kausalen historischen Gesamtzusammenhang von Variation und natürlicher Selektion und ließ letztlich keine Ausnahmen spontaner Lebensentstehung mehr zu. In der zweiten Hälfte des 19. Jahrhunderts erhielten auch Chemiker beginnend mit Marcelin Berthelot stärkeres Gewicht, die dem sogenannten Vitalismus absprachen, der Überzeugung, dass sich das Leben durch ein besonderes Organisationsprinzip bzw. eine besondere Lebenskraft auszeichnet und deswegen auf dem Laborweg grundsätzlich nicht herstellbar sei. Julius Eugen Schloßberger formulierte:

„Die künstliche Darstellung aus rein organischen Stoffen müßte, wenn sie einmal in ausgedehntem Maße gelingen würde, als der größte Triumph des Chemikers gesehen werden; mit der damit ermöglichten Zusammenarbeit (Synthese) der organischen Körper nach wissenschaftlichen Grundsätzen und Gutdünken wäre für den Menschen das wichtigste Mittel geliefert, sich von der ihn umgegebenden lebenden Natur materiell möglichst unabhängig zu machen; es wäre dann für alle Anwendungen der Chemie das außerordentlichste Gebiet erschlossen.“

Bald arbeiteten tausende von Chemikern an dem Projekt der Naturnachahmung, und bis 1870 waren 10.000 organische Verbindungen neu synthetisiert. Bahnbrechend war gegen Ende des 19. Jahrhunderts der Chemiker und Nobelpreisträger (1902) Emil Fischer. Ihm gelang es, Naturstoffe synthetisch zu erzeugen und auf diesem Weg ihre vielfach komplizierte Molekularstruktur zu bestimmen und zu systematisieren. Emil Fischer gilt daher als Vorläufer der heutigen Synthetischen Biologie.

### 20. Jahrhundert – Eine Vielzahl von Ankündigungen künstlichen Lebens
Mit dem Beginn des 20. Jahrhunderts wurde die beliebige Veränderung und Schaffung von Organismen durch die organische Chemie zur Vision. Es ging darum, die Natur zu übertreffen und zu beherrschen. Fischer formulierte es 1907 so: Die chemisch-synthetische Biologie ist „durch zweckmäßige Variation der Natur weit überlegen, und wir sind nun imstande, Geschöpfe ins Dasein zu rufen, die unsern Wünschen mehr entsprechen, als was wir bisher auf unserer lieben Erde fanden.“ 1905 beanspruchte der britische Physiker John Benjamin Butler Burke (* 1873) in Cambridge, er habe mit Hilfe des wenige Jahre zuvor entdeckten radioaktiven Radium künstliches Leben geschaffen. Charles C. Price (1913–2001), Präsident der Amerikanischen Chemischen Gesellschaft forderte 1965, die Lebensherstellung zum nationalen Forschungsziel zu erheben. Kurz darauf verkündete der Biologe James Frederic Danielli (1911–1984) die Idee, komplette Chromosomen oder Genome chemisch zu synthetisieren und in eine Zielzelle zu transformieren. Damit ließen sich nach seiner Vorstellung die umfassenden Ziele verwirklichen, die die Synthetische Biologie später wiederholt propagierte.
Aufsehen erregte das bekannte Miller-Urey-Experiment von Stanley Miller und Harold Urey, mit dem es 1953 in einer nachgebildeten Uratmosphäre unter Zuhilfenahme elektrischer Entladungen erstmals gelang, Aminosäuren im Labor zu synthetisieren. Die Entdeckung der DNA-Struktur im selben Jahr war ein neuer Meilenstein, auf dem die Weiterentwicklung der Idee künstlichen Lebens basierte. 1972 gelang Paul Berg die erste Rekombination einer Bakterien-DNA; damit wurde das Fundament der Gentechnik gelegt. 1967 gelangte der amerikanische Biochemiker und Medizinnobelpreisträger von 1959, Arthur Kornberg, mit der Synthese eines Virengenoms in die medialen Schlagzeilen der Lebensherstellung, und 1970 beanspruchte Danielli, die erste künstliche Synthese einer lebenden Zelle durchgeführt zu haben, wobei er gleichzeitig auf die potentiellen Gefahren derartiger Versuche hinwies. Das vergangene Jahrhundert war zusammenfassend für breite Bevölkerungsschichten auch auf der Grundlage erfolgreicher literarischer Ereignisse wie etwa Aldous Huxleys Science-Fiction-Roman Schöne neue Welt (1932) oder Martin Caidins Science-Fiction-Roman Cyborg (1972) durch eine Vielzahl von Ankündigungen der Wissenschaftsseite geprägt, die Herstellung künstlichen Lebens sei entweder gelungen oder sei leicht zu bewerkstelligen und stünde dicht bevor.

### 21. Jahrhundert – Minimalgenom und AL-Forschungsetablierung

#### Minimalgenom und AL-Forschungsdisziplin
Heute sind uns die künstlichen Kreaturen in Form von Robotern und Software-Agenten selbstverständlich geworden. Ihre Einordnung in die Ideengeschichte des künstlichen Lebens ist eine plausible, aber keineswegs selbstverständliche Sicht. Die synthetische Biologie soll eines Tages die Erschaffung von künstlichen Lebewesen ermöglichen. Allerdings ist das, was die synthetische Biologie derzeit leistet, weit entfernt von den oben beschriebenen mythologischen Wesen. Im Mittelpunkt der Forschung stehen Bakterien mit künstlichem Erbgut, wie in einer US-Forschergruppe um Craig Venter und dem Medizinnobelpreisträger Hamilton O. Smith 2008 erstmals medienwirksam vorgestellt. Das hier angewandte Verfahren ist eine systematische Lebensmodifikation durch schrittweise Ausschaltung von Genomsequenzen. Das Ergebnis ist ein reproduktionsfähiges Minimalgenom, das sich prinzipiell um unterschiedliche genetische Funktionen für bestimmte (kommerzielle) Aufgaben erweitern lassen soll. Diese Aufgaben sieht die Synthetische Biologie in den immer wiederholt angepriesenen Bereichen Klimaschutz (z. B. CO2-Reduktion), Gesundheit (z. B. künstliche Impfstoffe), Umwelt (z. B. Müllentsorgung bzw. Erdölbeseitigung im Meer) und Ernährung. Der Anspruch, mit dieser Methode künstliches Leben herstellen zu können, ist kritisch diskutiert worden. Eine Abgrenzung gegenüber der herkömmlichen Gentechnik kann nicht klar gezogen werden, so dass hier von verschiedenen Seiten lediglich von Lebensmodifikation gesprochen wird. Ferner wird dem Vorgehen ein bereits überwundener Gendeterminismus vorgeworfen, wonach Lebensformen und -vorgänge aus der Anzahl, Anordnung und dem Zusammenspiel von Genen vollständig erklärt werden können bzw. sich die Zelle auf ein Genom reduzieren lässt.

### Entstehung AL-Forschungsdisziplin

#### Top-down- versus Bottom-up-Ansatz
Versuche der Art, wie sie von Venter und Kollegen vorgestellt wurden, werden als Top-down Ansatz bezeichnet im Gegensatz zum Bottom-up Ansatz etwa von Petra Schwille, die den Versuch unternimmt, aus einzelnen biomolekularen Schritten Minimalversionen einer künstlichen Zelle mit den beispielhaften Funktionen künstlicher Zellmembran und künstlicher Zellteilung herzustellen. AL-Systeme sind typischerweise bottom-up, im Gegensatz zu den typischerweise top-down KI-Systemen mit zentraler Befehlsinstanz (Kontrolle). Gegenüber AI-Systemen sind AL-Systeme als autonome low-level Agenten implementiert, die simultan miteinander interagieren und deren Entscheidungen auf Information aus dieser Kommunikation baut. Komplexe mehrzellige Lebensformen wie etwa Säugetiere mit vielen gleichzeitigen Lebenseigenschaften sind in absehbarer Zukunft auf künstlichem Weg nicht möglich. Die zu erwartenden Fortschritte mit Genome Editing (CRISPR/Cas-Methode) werden die Unterscheidbarkeit von Modifizierung und Erneuerung des Lebens allerdings noch schwerer als bisher machen.

## Kritik
In der Wissenschaft wird künstliches Leben genutzt, um bestimmte Aspekte des biologischen Lebens näher zu untersuchen. Dabei soll der Computer in der Vision der Software-Ingenieure eine beliebige Modellierung der Lebensstrukturen und der Umwelt gestatten. Die Begründung für das Vorgehen, Leben künstlich zu erzeugen, ist das Prinzip Verum quia factum des italienischen Philosophen Giambattista Vico. Danach kann als wahr nur das erkennbar sein, was wir selbst gemacht haben. Der Nutzennachweis dafür, dass Leben künstlich hergestellt werden muss, um es besser verstehen zu können, ist jedoch nach Joachim Schummer bis heute nicht erbracht. Kritisch betont wird von Schummer und anderen, dass von der Seite der Informationstechnik, die sich mit der Herstellung künstlichen Lebens beschäftigt, heute nicht präzise zur Unterscheidung beigetragen wird, ob man es mit Visionen, Simulationen oder realen Entwicklungen zu tun hat. AL beruht laut Schummer letztlich auf einer überholten, streng kausalen, deterministischen Grundüberzeugung, nach der Leben einerseits vollständig und eindeutig in funktionale Module zerlegbar ist und andererseits alle diese Komponenten durch eine oder durch kombinierte Gensequenzen festgelegt sind.

## Film
- Blade Runner
- Das Morgan Projekt
- Gattaca
- Ghost in the Shell
- Mechanical Love
- Welt am Draht
- 2001: Odyssee im Weltraum